# パーティ・ピープル (人物)
パーティ・ピープルは、英語で「パーティー好きな人々」を意味する語句「Party People」の音写。日本語では、長音符、中黒の有無による表記の揺れがあるほか、「パーリーピーポー」としたり、さらに「パリピ」と略されることもある。
単にパーティーを好むだけでなく、より広く様々な機会に集まって楽しそうに騒ぐ若者たちという含意がある表現であり、否定的に言及される場合には、騒いで周囲に迷惑をかけるという意味合いで用いられる。
類義語として、「リア充」などが挙げられるが、より開放的で活動的かつ、派手な人々に対して使われる。
本項では「パーティ・ピープル」のカタカナ転写を用い、報道や引用などで「パーティ・ピープル」以外の転写を用いている場合はそれに従う。

## 日本におけるパーティ・ピープル
林真理子は1999年の著書『美女入門PART3』で「パーティ・ピープル」について、「必ずパーティには顔を出して、そのファッションをチェックされる人たち」と説明し、パーティで注目されるセレブリティの意味でこの表現を用いている。
2003年には、マッドチェスター当時のマンチェスターの音楽シーンの状況を描いたイギリスの映画『24アワー・パーティー・ピープル (24 Hour Party People)』が日本でも公開された。その後、音楽関係では、2000年代半ばから「Party People」をアルバム名や曲名に盛り込む例が散見されるようになり、2005年には野宮真貴のアルバム『PARTY PEOPLE』が発表された。2006年には、DJ OZMAのアルバム『I ♡ PARTY PEOPLE』が発表され、以降シリーズ化された。2009年には、スガシカオがシングル「Party People」をリリースした。また、英語の母語話者を真似た発音の音写とされる「パーリーピーポー」という表記も、同じく2000年代半ばから用いられるようになり、2006年にはVERBALが参加したRIP SLYMEの楽曲「パーリーピーポー」が、アルバム『EPOCH』に収録された。
2014年には「パーティーピーポー」を自称するエンターテイメント集団イルマニアが、日本テレビ系列のテレビ番組『月曜から夜ふかし』で注目され、以降、各地のイベントなどに出演が広がった。
2015年には「パリピ」がギャル語として注目され、ギャル流行語大賞の第1位に選ばれ、この時点で20歳前後の若者たちを指す「パリピ世代」といった表現も用いられるようになった。2016年には、原田曜平の『パリピ経済：パーティーピープルが市場を動かす』など、「パリピ」を書名に含む書籍が相次いで出版された。
2018年には、AbemaTVの番組内にて「全日本女子パリピ選手権」が開催され、全国から女子パリピが集まり、あやまんJAPANが優勝した。さらに5月末から同じくAbemaTVにて、『全日本パリピ選手権』がレギュラーで放送開始されている。